# Акэбоно, Таро
Акэбо́но Таро́ (яп. 曙太郎 Akebono Tarō), имя при рождении Чедвик Хахео Роуэн (англ. Chadwick Haheo Rowan), 8 мая 1969, Вайманало, Гавайи — апрель 2024, Токио) — американо-японский борец сумо и рестлер. 64-й ёкодзуна.
Один из самых высоких и тяжёлых борцов в истории, Акэбоно соперничал с молодыми японскими претендентами Таканоханой и Ваканоханой, что стало важным фактором роста популярности сумо в начале 1990-х годов. Первый в истории профессионального сумо ёкодзуна неяпонского происхождения. Впоследствии принял японское подданство, попутно сменив мирское имя, по бывшей сиконе, на Акэбоно Таро.
В 1996 году Акэбоно стал гражданином Японии, а после завершения карьеры в 2001 году работал тренером в клубе «Адзумадзэки», после чего в 2003 году покинул Ассоциацию сумо. После неудачного периода в качестве бойца К-1 он стал рестлером. В All Japan Pro Wrestling (AJPW) он был двукратным чемпионом Тройной короны в тяжёлом весе и двукратным командным чемпионом мира. В 2017 году из-за проблем со здоровьем он ушёл из рестлинга.

## Ранняя жизнь
Чедвик Хахео Роуэн родился 8 мая 1969 года в семье Рэндольфа и Дженис Роуэн и имел гавайское происхождение. Он рос с двумя младшими братьями, один из которых, Ола, также стал борцом сумо. Он учился в средней школе Кайзер, где играл в баскетбол и стал центровым. Он поступил в Гавайский Тихоокеанский университет по баскетбольной стипендии, но пропустил первый сезон.

## Карьера в сумо
Роуэн собирался учиться на менеджера гостиничного бизнеса, но его всегда интересовало сумо, которое он смотрел по телевизору. Друг семьи познакомил его с Адзумадзэки Ояката, бывшим Такамиямой, который также был родом с Гавайев. Адзумадзэки преодолел свои первоначальные опасения, что Роуэн может быть слишком высоким, а его ноги слишком длинными для сумо, и согласился принять его в свою школу, основанную в 1986 году. Роуэн принял сикону Акэбоно (переводится как «заря», «рассвет») и дебютировал в марте 1988 года. Это поколение стало одним из самых успешных в истории, породив ещё двух ёкодзун, Таканохану и Ваканохану (сыновей популярного чемпиона 1970-х годов Таканоханы Кэнси), а также великого одзэки, Кайо.
Первый иностранец, которому удалось стать ёкодзуной. Был одним из самых высоких (203 см) и одновременно одним из самых тяжёлых (около 235 кг) борцов в истории. Акэбоно стал ёкодзуной в январе 1993 г. Был весьма знаменит и популярен, что заложило фундамент его дальнейшей деятельности. В 1998 году участвовал в церемонии открытия Олимпиады в Нагано. Вышел в отставку в 2001 г. За 13 лет карьеры борца, Акэбоно 11 раз завоёвывал Императорский кубок, имел общий счёт побед и поражений в макуути 566—198. Эти победы особенно ценны, так как достигнуты при острейшем соперничестве в эпоху господства иной школы — Футагояма-бэя. Некоторое время, используя временную лицензию, полагающуюся отставным ёкодзунам, работал тренером. Был одним из тех, кто стоял у истоков успехов Такамисакари, он же учил Асасёрю церемониям, которые должен выполнять ёкодзуна. Ушёл из мира сумо. Содержал ресторанчики. Пытался найти себя в роли профессионального борца в разных коммерческих шоу, используя громкое имя и популярность, заработанные в сумо.

## Результаты в сумо начиная с дебюта в макуути
| Год в сумо | Январь Хацу басё, Токио       | Март Хару басё, Осака         | Май Нацу басё, Токио    | Июль Нагоя басё, Нагоя        | Сентябрь Аки басё, Токио      | Ноябрь Кюсю басё, Фукуока     |
| --- | ----------------------------- | ----------------------------- | ----------------------- | ----------------------------- | ----------------------------- | ----------------------------- |
| 1990 | x                             | x                             | x                       | x                             | Маэгасира #14 востока 9–6     | Маэгасира #7 запада 9–6 Д     |
| 1991 | Маэгасира #1 запада 8–7 В★    | Комусуби востока 8–7 В        | Сэкивакэ запада 7–8     | Маэгасира #1 запада 8–7 ★     | Комусуби запада 7–8           | Маэгасира #1 запада 8–7 ★     |
| 1992 | Комусуби запада 13–2 ВД       | Сэкивакэ востока 8–7          | Сэкивакэ запада 13–2 В  | Пропустил из-за травмы 0–0–15 | Одзэки востока 9–6            | Одзэки запада 14–1            |
| 1993 | Одзэки востока 13–2           | Ёкодзуна востока 10–5         | Ёкодзуна востока 13–2   | Ёкодзуна востока 13–2–PP      | Ёкодзуна востока 14–1         | Ёкодзуна востока 13–2–P       |
| 1994 | Ёкодзуна востока 11–4         | Ёкодзуна востока 12–3–PP      | Ёкодзуна востока 10–2–3 | Пропустил из-за травмы 0–0–15 | Пропустил из-за травмы 0–0–15 | Ёкодзуна востока 10–5         |
| 1995 | Ёкодзуна запада 12–3          | Ёкодзуна запада 14–1          | Ёкодзуна востока 13–2   | Ёкодзуна запада 11–4          | Ёкодзуна запада 12–3          | Ёкодзуна запада 7–3–5         |
| 1996 | Ёкодзуна запада 0–3–12        | Пропустил из-за травмы 0–0–15 | Ёкодзуна запада 10–5    | Ёкодзуна запада 12–3          | Ёкодзуна запада 10–5          | Ёкодзуна запада 11–4–P        |
| 1997 | Ёкодзуна востока 12–3         | Ёкодзуна запада 12–3–PP       | Ёкодзуна запада 13–2–P  | Ёкодзуна запада 12–3          | Ёкодзуна запада 9–6           | Пропустил из-за травмы 0–0–15 |
| 1998 | Ёкодзуна запада 10–5          | Ёкодзуна востока 13–2         | Ёкодзуна востока 10–5   | Ёкодзуна востока 11–4         | Ёкодзуна запада 10–5          | Пропустил из-за травмы 0–0–15 |
| 1999 | Пропустил из-за травмы 0–0–15 | Пропустил из-за травмы 0–0–15 | Ёкодзуна востока 11–4   | Ёкодзуна запада 13–2–P        | Ёкодзуна востока 2–2–11       | Пропустил из-за травмы 0–0–15 |
| 2000 | Ёкодзуна запада 11–4          | Ёкодзуна запада 12–3          | Ёкодзуна востока 13–2   | Ёкодзуна востока 13–2         | Ёкодзуна востока 13–2         | Ёкодзуна запада 14–1          |
| 2001 | Ёкодзуна востока Отставка 0–0 | x                             | x                       | x                             | x                             | x                             |
| Результат приведен как победил-проиграл-снялся Победа Малый кубок Отставка Не выступал в макуути Специальные призы: Д=За боевой дух (Канто-сё); В=За выдающееся выступление (Сюкун-сё); Т=За техническое совершество (Гино-сё) Ещё показаны: ★=Кимбоси; P=Участие в дополнительном финале Лиги: Макуути — Дзюрё — Макусита — Сандаммэ — Дзёнидан — Дзёнокути Ранги макуути: Ёкодзуна — Одзэки — Сэкивакэ — Комусуби — Маэгасира |                               |                               |                         |                               |                               |                               |

## Карьера в реслинге

### World Wrestling Entertainment (2005)
Карьера Акэбоно в реслинге началась в WWE. 29 марта 2005 года, в своём дебютном матче Акэбоно победил Эдди Вегаса (местный джоббер) за 58 секунд. Второй матч был по излюбленным правилам Акэбоно, по правилам сумо, на самом главном шоу года, WrestleMania 21, в нём он победил Биг Шоу. Свой третий и последний матч в WWE Акэбоно провёл 2 июля того же года на домашнем шоу WWE в Японии, тогда они в паре с недавно поверженным Биг Шоу победили команду Карлито и Мэтта Моргана.

### All Japan Pro Wrestling (2005—2007)
После WWE, Акэбоно стал тренироваться у легендарного Кэйдзи Муто и вскоре попал в промоушен Муто All Japan Pro Wrestling. Он дебютировал 21 августа 2005 года, и в первый же год в AJPW и в рестлинге вообще Акэбоно удостоился чести составить пару Муто в знаменитой Real World Tag League. Причём Муто и Акэбоно дошли в турнире до финала, но в финале уступили Команде 3D. Но сразу после турнира Акэбоно покинул AJPW, и с тех пор появляется там только на разовые выступления.

### New Japan Pro-Wrestling (2006—2007)
После AJPW в 2006 году он ушёл выступать на постоянной основе в NJPW. В NJPW Акэбоно даже участвовал в матче за титул Чемпиона IWGP в Тяжёлом Весе, но проиграл тогдашнему чемпиону Броку Леснару. Во время выступлений в NJPW, Акэбоно немного тренировался у Сатору Саямы (Оригинальная Маска Тигра), после чего Акэбоно несколько раз выступал в гиммике Боно Тигра в маске схожей с маской Сатору Саямы. В октябре 2006 года он принимал участие в турнире G1 Tag League, в паре с легендарным Рики Тёсю, но к сожалению их команда не смогла выйти из своей группы. В августе 2007 года Акэбоно дебютировал в одиночных турнирах, он попал в число участников G1 Climax, но вновь не смог выйти даже из своей группы. В октябре того же года, Акэбоно выпал шанс вновь проявить себя в G1 Tag League в паре с легендарным рестлером, на этот раз им оказался Масахиро Тёно. Но как и в прошлом году их команда не смогла выйти из своей группы. Последний матч в NJPW Акэбоно провёл в гиммике Боно Тигра на PPV Destruction 11 ноября 2007 года, тогда он в команде с Маской Тигра IV победил Томохиро Исии и Томоаки Хомму.

### Hustle (2007—2009)

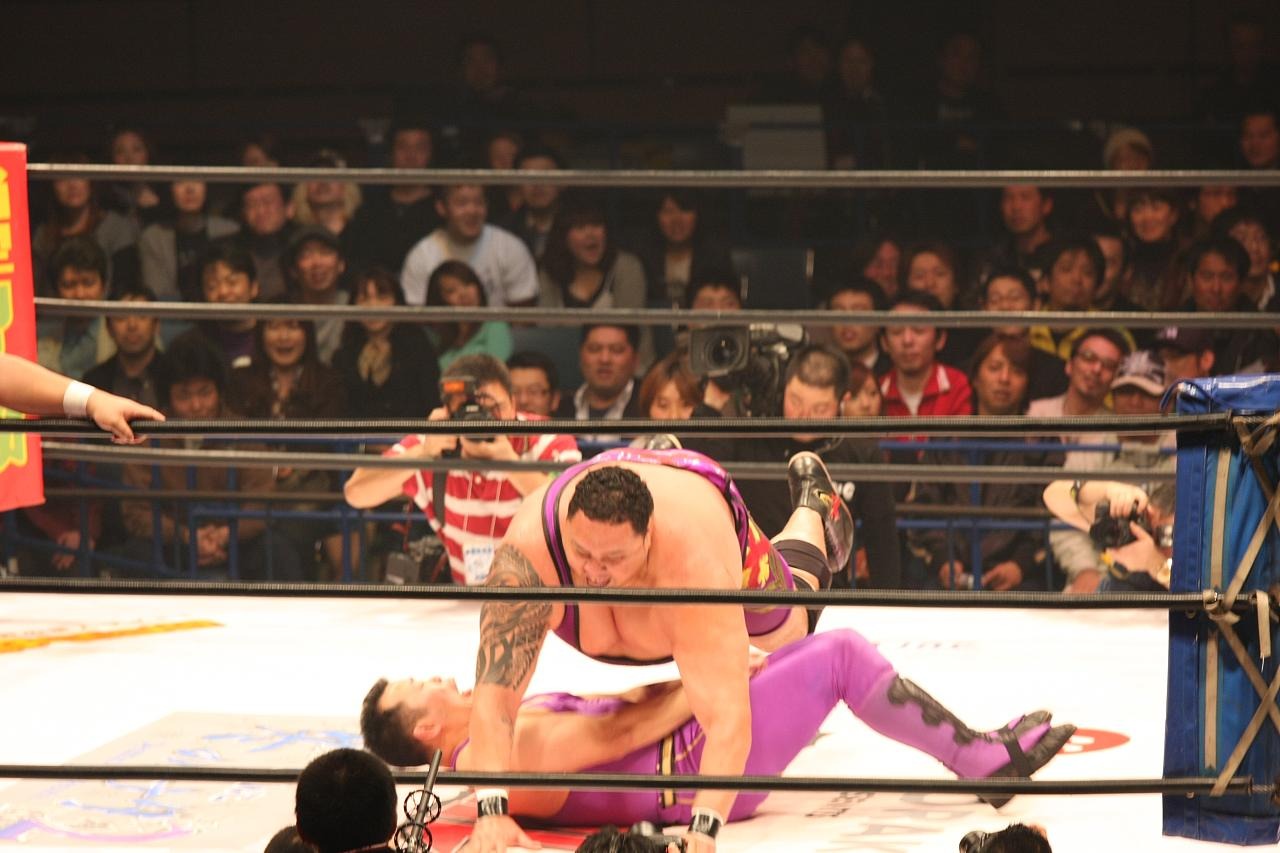
Акэбоно выполняет «Пресс Ёкодзуны» в Hustle

В HUSTLE Нобухико Такады, Акэбоно попал в сентябре 2007 года. Акэбоно сразу же дали гиммик с юмористическим наклоном Монстра Боно, по которому он являлся сыном и одновременно телохранителем Иньлинг, позже было выяснено, что его отцом является Великий Мута (альтер эго Кэйдзи Муто). В середине 2008 года, Акэбоно уже под новым именем Боно-тян принимал участие в HUSTLE Gran Prix, но был в полуфинале был выбит Ватару Сакатой. С начала 2009 года он начал выступать под именем Боно-кун, и иногда появляется в своём новом альтер эго Великого Боно (пародия на Великого Муту).

### Dragon Gate (2008—2010)
В Dragon Gate Акэбоно дебютировал в сентябре 2008 года, и проведя там всего несколько матчей, 5 мая 2009 года, на PPV Dead or Alive 2009 он получил матч за титул Open the Dream Gate, но попытка заполучить титул вновь оказалась неудачной и он проиграл матч чемпиону Наруки Дои. Но уже 19 июля на следующем PPV Kobe Pro-Wrestling Festival 2009, команда Акэбоно, Масааки Мотидзуки и Дона Фудзии выиграла матч у Сусуму Ёкосуки, Гаммы и КАГЕТОРЫ, и стала первым претендентом на титул Open the Triangle Gate.

### ZERO-1 MAX (2009—2013)
В Z1 MAX Акэбоно дебютировал в марте 2008 года, он провёл всего один матч, и вернулся только в марте следующего года. Но после этого в июле Акэбоно попал в список участников ежегодно турнира Fire Festival, проводимого Z1. Набрав в своём блоке 5 очков он попал в полуфинал, разделив первое место с Кохэем Сато, Синдзиро Отани и Икуто Хидакой. Но полуфинальный матч между этими четырьмя рестлерами был выигран Кохэем Сато, и Акэбоно так и остался в одном шаге от финала.

## Личная жизнь

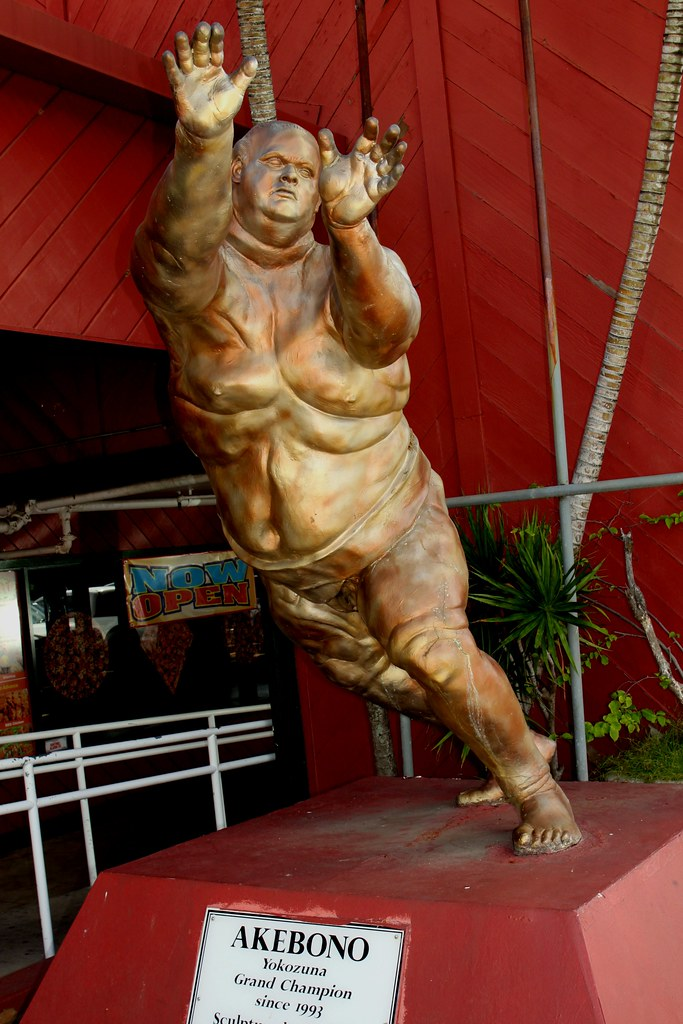
Статуя Акэбоно в Вайманало, Гавайи

Акэбоно родился в семье Рэнди, таксиста ирландского и гавайского происхождения, и Дженис, офисной работницы кубинского и гавайского происхождения. Он стал гражданином Японии в 1996 году, отказавшись от американского гражданства и сменив своё имя с Чеда Роуэна на Акэбоно Таро, заявив: «Смена гражданства не имеет ничего общего с тем, кто я есть, так же как я остаюсь сыном своей матери даже после того, как стал японцем».
В конце 1996 года он был помолвлен с Ю Айхарой, телеведущей, но в следующем году разорвал отношения. В феврале 1998 года Акэбоно объявил о своей помолвке с Кристианой Рейко Калиной, учительницей японского и американского происхождения. Они поженились в сентябре 1998 года, у них двое сыновей и дочь.
В апреле 2017 года он был госпитализирован после того, как почувствовал себя плохо во время рестлинг-тура в Китакюсю. В первых сообщениях говорилось, что он был помещён в медикаментозную кому из-за сердечного заболевания, но позже его семья опубликовала заявление на сайте Акэбоно, в котором критиковались «вводящие в заблуждение» статьи и говорилось, что он проходил лечение «из-за флегмоны правой ноги и инфекции». Представитель семьи поблагодарил поклонников Акэбоно за поддержку, сказав: «Количество сообщений со всего мира было просто ошеломляющим».
Издание Wrestling Observer Newsletter сообщило, что первоначальная история была на самом деле верной и что заявление о флегмоне было прикрытием серьёзной проблемы с сердцем. В марте 2018 года жена Акэбоно подтвердила, что её муж перенёс острую сердечную недостаточность и две недели находился в медикаментозной коме. Он похудел почти на 59 кг, в основном за счёт мышц, и все ещё не мог ходить, нуждаясь в инвалидном кресле. Ему предстояло начать интенсивную физиотерапию.
Новости о состоянии здоровья Акэбоно были немногочисленны. В новостной статье от 2 января 2019 года сообщалось, что он потерял возможность ходить, страдает частичной потерей памяти и не может вспомнить свои дни в рестлинге. В течение короткого времени он не мог говорить без помощи своей жены.
Хотя он все ещё не мог ходить, в декабре 2019 года он посетил поминальную службу по своему бывшему цукэбито Усиомару в клубе Адзумадзэки.
Скончался 11 апреля 2024 года в Токио, причина смерти — сердечная недостаточность.

## Список боёв

### Смешанные боевые искусства
На данный момент Акэбоно провёл 4 матча в смешанных единоборствах, во всех четырёх он потерпел поражение.
| Результат | Статистика | Оппонент      | Способ                 | Шоу                         | Дата            | Раунд | Время | Место         | Примечания |
| --------- | ---------- | ------------- | ---------------------- | --------------------------- | --------------- | ----- | ----- | ------------- | ---------- |
| Поражение | 0-4        | Гигант Сильва | Болевой (Кимура)       | K-1 Premium 2006 Dynamite!! | 31 декабря 2006 | 1     | 1:02  | Осака, Япония |            |
| Поражение | 0-3        | Дон Фрай      | Удушающий (Гильотина)  | K-1 Hero’s 5                | 3 мая 2006      | 2     | 3:50  | Токио, Япония |            |
| Поражение | 0-2        | Бобби Ологан  | Решение (Единогласное) | K-1 Premium 2005 Dynamite!! | 31 декабря 2005 | 3     | 3:00  | Осака, Япония |            |
| Поражение | 0-1        | Ройс Грэйси   | Болевой (омоплата)     | K-1 Premium 2004 Dynamite!! | 31 декабря 2004 | 1     | 2:13  | Осака, Япония |            |

### Кикбоксинг
Акэбоно участвовал в 9-и боях в К-1, в одном из них он одержал победу и в 8 из них проиграл.
| Результат | Статистика | Оппонент       | Способ                 | Шоу                            | Дата             | Раунд | Время |
| --------- | ---------- | -------------- | ---------------------- | ------------------------------ | ---------------- | ----- | ----- |
| Поражение | 1-8        | Чхве Хон Ман   | Нокаут                 | K-1 WORLD GP 2006 in Sapporo   | 30 июля 2006     | 2     | 0:57  |
| Поражение | 1-7        | Чхве Хон Ман   | Нокаут                 | K-1 WORLD GP 2005 in Hawaiʻi   | 29 июля 2005     | 1     | 2:52  |
| Поражение | 1-6        | Чхве Хон Ман   | Нокаут                 | K-1 WORLD GP 2005 in Seoul     | 19 марта 2005    | 1     | 0:24  |
| Победа    | 1-5        | Нобуаки Какуда | Решение (Единогласное) | K-1 WORLD GP 2005 in Seoul     | 19 марта 2005    | 3     | 3:00  |
| Поражение | 0-5        | Реми Боньяски  | Нокаут (Хай кик)       | K-1 WORLD GP 2004 in Tokyo     | 25 сентября 2004 | 3     | 0:33  |
| Поражение | 0-4        | Рик Руфус      | Решение (Единогласное) | K-1 WORLD GP 2004 in Las Vegas | 7 августа 2004   | 3     | 3:00  |
| Поражение | 0-3        | Чжан Цинцзюнь  | Решение (Единогласное) | K-1 WORLD GP 2004 in Seoul     | 17 июля 2004     | 3     | 3:00  |
| Поражение | 0-2        | Мусаси         | Решение (Единогласное) | K-1 World GP 2004 in Saitama   | 27 марта 2003    | 3     | 3:00  |
| Поражение | 0-1        | Боб Сапп       | Нокаут                 | K-1 Premium 2003 Dynamite!!    | 31 декабря 2003  | 1     | 2:58  |